# Phyllomydas bruesii
Phyllomydas bruesii är en tvåvingeart som beskrevs av Johnson 1926. Phyllomydas bruesii ingår i släktet Phyllomydas och familjen Mydidae.
Artens utbredningsområde är Texas. Inga underarter finns listade i Catalogue of Life.